# Nederlandse kampioenschappen schaatsen afstanden 2023 - 5000 meter mannen
De 5000 meter mannen op de Nederlandse kampioenschappen schaatsen afstanden 2023 werd gehouden op vrijdag 3 februari 2023 in Thialf in Heerenveen. Er reden 16 deelnemers mee.
Titelhouder was Jorrit Bergsma die de titel pakte tijdens de Nederlandse kampioenschappen schaatsen afstanden 2022. Bergsma werd derde en Patrick Roest, al eerder drie keer kampioen, pakte zijn titel terug.

## Uitslag
| #      | Schaatser           | Tijd    |
| ------ | ------------------- | ------- |
| Goud   | Patrick Roest       | 6.08,77 |
| Zilver | Marcel Bosker       | 6.12,95 |
| Brons  | Jorrit Bergsma      | 6.13,37 |
| 4      | Beau Snellink       | 6.17,85 |
| 5      | Kars Jansman        | 6.21,35 |
| 6      | Lex Dijkstra        | 6.23,01 |
| 7      | Jordy van Workum    | 6.25,26 |
| 8      | Chris Huizinga      | 6.27,09 |
| 9      | Gert Wierda         | 6.27,60 |
| 10     | Remo Slotegraaf     | 6.29,30 |
| 11     | Marwin Talsma       | 6.29,39 |
| 12     | Victor Ramler       | 6.32,21 |
| 13     | Lars Woelders       | 6.41,51 |
| 14     | Mathijs van Zwieten | 6.43,00 |
| 15     | Christiaan Hoekstra | 6.43,42 |
| 16     | Daan Berkhout       | 6.51,46 |

1987 · 
1988 · 
1989 · 
1990 · 
1991 · 
1992 · 
1993 · 
1994 · 
1995 · 
1996 · 
1997 · 
1998 · 
1999 · 
2000 · 
2001 · 
2002 · 
2003 · 
2004 · 
2005 · 
2006 · 
2007 · 
2008 · 
2009 · 
2010 · 
2011 · 
2012 · 
2013 · 
2014 · 
2015 · 
2016 · 
2017 · 
2018 · 
2019 · 
2020 · 
2021 · 
2022 · 
2023 · 
2024 · 
2025